# Messinium
| ❮ | System      | Serie   | Stufe        | ≈ Alter (mya) |
| ❮ | später      | später  | später       | jünger        |
| - | ----------- | ------- | ------------ | ------------- |
| ❮ | N e o g e n | Pliozän | Piacenzium   | 2,588 ⬍ 3,6   |
| ❮ | N e o g e n | Pliozän | Zancleum     | 3,6 ⬍ 5,333   |
| ❮ | N e o g e n | Miozän  | Messinium    | 5,333 ⬍ 7,246 |
| ❮ | N e o g e n | Miozän  | Tortonium    | 7,246 ⬍ 11,62 |
| ❮ | N e o g e n | Miozän  | Serravallium | 11,62 ⬍ 13,82 |
| ❮ | N e o g e n | Miozän  | Langhium     | 13,82 ⬍ 15,97 |
| ❮ | N e o g e n | Miozän  | Burdigalium  | 15,97 ⬍ 20,44 |
| ❮ | N e o g e n | Miozän  | Aquitanium   | 20,44 ⬍ 23,03 |
| ❮ | früher      | früher  | früher       | älter         |

Das Messinium (auch verkürzt zu Messin) ist in der Erdgeschichte die oberste chronostratigraphische Stufe des Miozäns (Neogen). Sie entspricht geochronologisch ungefähr dem Zeitraum vor 7,246 bis etwa 5,333 Millionen Jahren und dauerte ca. 1,9 Millionen Jahre. Die Stufe folgt auf das Tortonium und wird vom Zancleum, der unteren Stufe des Pliozäns, abgelöst.

## Namensgebung
Die Stufe ist nach der Stadt Messina auf Sizilien (Italien) benannt. Die Stufe und der Name wurden vom schweizerischen Geologen Karl Mayer-Eymar 1867 eingeführt.

## Definition und GSSP
Die untere Grenze ist durch das unterste Vorkommen der planktonischen Foraminiferen-Art Globorotalia conomiozea definiert. Die Grenze liegt etwa in der Mitte der magnetischen Polaritäts-Chronozone C3Br.1r. Die obere Grenze liegt beim Top der magnetischen Polaritäts-Chronozone C3r (rund 100.000 Jahre vor der Thvera normal-polaren Subchronozone C3n.4n). Außerdem liegt die Grenze nahe dem Aussterbehorizont der kalkigen Nannoplankton-Art Triquetrorhabdulus rugosus (= Basis der CN10b-Zone) und dem Erstauftreten der kalkigen Nanoplankton-Art Ceratolithus acutus. Das offizielle Typprofil der Internationalen Kommission für Stratigraphie (GSSP = „Global Stratotype Section and Point“) ist ein Profil bei Oued Akrech in der Nähe von Rabat (Marokko).

## Messinische Salinitätskrise im Mittelmeer
Während der Messinischen Salinitätskrise gegen Ende des Messiniums trocknete das Mittelmeer weitgehend aus und es bildeten sich in den tiefsten Beckenteilen bis zu 3000 m mächtige Evaporit-Folgen.